# Церковь Святой Троицы (Жолква)
Церковь Святой Троицы (укр. Церква Святої Трійці) — деревянная церковь в городе Жолква Львовской области, построенная в 1720 году. Памятник архитектуры и монументального искусства галицкой школы. 21 июня 2013 на 37-й сессии Комитета всемирного наследия ЮНЕСКО, проходившей в Камбодже, церковь Пресвятой Троицы, вместе с другими деревянными церквями Карпатского региона, была включена в список всемирного наследия ЮНЕСКО.

## Описание
Первое здание церкви возвели в 1601 году. 17 июня 1719 года в городе вспыхнул пожар, во время которого сгорел храм Пресвятой Троицы. Новую церковь, сохранившаяся и по сей день, была построена в 1720 году на средства прихожан и королевича Константина Владислава Собеского на месте сгоревшей.
Церковь представляет собой деревянное трёхзубцовое здание с кирпичной достройкой — ризницей. Белокаменное обрамление окон и порталов перенесены сюда из разобранной замковой башни. В храме находится пятиярусный иконостас, насчитывающая около 50 икон, созданный мастерами Жовковской школы живописи и резьбы Ивана Рутковича в начале XVIII века. В иконописи воплощён новаторский поиск — образы святых наделены элементами украинского типажа. Иконостас изготовлен из липы, его декор имеет глубокую резьбу, которую выполнил Игнатий Стобенский. В 1978—1979 годах церковь и иконостас были реставрированы. Помещение церкви было передано в пользование музея, а уже во времена независимости было передано сначала православной, а затем, в 1993 году, греко-католической общине.